# 准噶尔沙蒿
准噶尔沙蒿（学名：Artemisia songarica）为菊科蒿属的植物。分布于俄罗斯以及中国大陆的中亚沙蒿（新疆）等地，生长于海拔450米至1,100米的地区，一般生长在沙漠地区流动、半流动沙丘附近和干旱的砾质小丘上，目前尚未由人工引种栽培。
种加名 songarica  意为“准噶尔的”。